# Лаврентьев, Александр Петрович
Александр Петрович Лаврентьев (род. 9 октября 1946, Казань) — советский и российский инженер, директор Казанского вертолётного завода (1984—2007), почётный гражданин Казани (2005).

## Биография
Александр Лаврентьев родился 9 октября 1946 года в Казани, Татарская АССР. Начал трудовую деятельность в 1967 году в Казанском научно-исследовательском электро-физическом институте, был техником, старшим техником-конструктором, инженером-конструктором. В 1973 году окончил Казанский авиационный институт им. А. Н. Туполева по специальности инженер-механик.
В 1970 году перешёл на работу в Казанское вертолётное производственное объединение, был инженером-конструктором, начальником бюро, заместителем начальника отдела, начальником отдела. В 1981—1984 годах был секретарём парткома Казанского вертолётного производственного объединения.
В 1984 году назначен генеральным директором Казанского вертолетного производственного объединения (с 1994 года — ОАО «Казанский вертолетный завод»), занимал пост до 2007 года. До 2015 года был председателем совета директоров завода.
С 1989 по 1990 год был секретарём Татарского обкома КПСС.
Весной 1989 года избран народным депутатом СССР  от Кировского национально-территориального избирательного округа № 635 Татарской АССР.
С 2008 года — президент ассоциации предприятий и промышленников Республики Татарстан (регионального объединения работодателей).
Награждён рядом государственных наград: орденами «Знак Почёта» (1986), орденами Дружбы РФ (1997) и Татарстана (2016), «За заслуги перед Республикой Татарстан» (2006), «За заслуги перед Отечеством» IV степени (2007), медалью им. М. Л. Миля (1992) и прочими. Почётный авиастроитель (2010), Заслуженный машиностроитель Республики Татарстан (2011), лауреат Государственной премии РТ в области науки и техники (2002).